# Тріщани (гміна)
Гміна Тріщани (або Тшещани, пол. Gmina Trzeszczany) — сільська гміна у східній Польщі. Належить до Грубешівського повіту Люблінського воєводства.
Станом на 31 грудня 2011 у гміні проживало 4618 осіб.

## Площа
Згідно з даними за 2007 рік площа гміни становила 90.17 км², у тому числі:
- орні землі: 80.00%
- ліси: 13.00%

Таким чином, площа гміни становить 7.10% площі повіту.

## Населення
Станом на 31 грудня 2011:
| Опис     | Загалом | Загалом | Чоловіки | Чоловіки | Жінки | Жінки |
| -------- | ------- | ------- | -------- | -------- | ----- | ----- |
| одиниця  | осіб    | %       | осіб     | %        | осіб  | %     |
| все      | 4618    | 100     | 2278     | 49.33    | 2340  | 50.67 |
| міське   | 0       | 100     | 0        |          | 0     |       |
| сільське | 4618    | 100     | 2278     | 49.33    | 2340  | 50.67 |

## Поселення
Гміна складається з 14 сіл, які, у свою чергу, кожне становить повноцінну адміністративну одиницю - солтиство:
- Богутичі
- Дрогоювка
- Юзефин
- Коритина
- Леопольдув
- Майдан-Великий (Грубешівський повіт)
- Молодятиче
- Неледів
- Острувек
- Тріщани Перші
- Тріщани Другі
- Забірці
- Задембце
- Задембце-Колонія

Поселення без статусу солтиства:
- Конти;
- Колонія;
- Лози;
- Маковець;
- Миколаївка;
- Павлівка;
- Попівка — (Popówka);
- Садзонка — (Sadzonka);
- Загребля — (Zagroble);
- Замлиння — (Zamłynie);
- Заользе — (Zaolzie);

## Сусідні гміни
Гміна Тріщани межує з такими гмінами: Ґрабовець, Грубешів, Мйончин, Ухані, Вербковичі.